# Карсен, Роберт
Роберт Карсен (англ. Robert Carsen, род. 23 июня 1954 года, Торонто, Канада) — канадский оперный и театральный режиссёр. Лауреат престижных международных премий.

## Биография
Родился в интеллигентной состоятельной семье, сын известного в Торонто мецената Вальтера Карсена. С раннего возраста интересовался театром и хотел стать актером. В подростковом возрасте, обучаясь в элитном Upper Canada College, участвовал в пьесах и мюзиклах, которые там ставились учащимися. Так как это была школа для мальчиков, то исполнял и мужские и женские роли. Играл в опереттах Артура Салливана роль Катиши в «Микадо» и Арчибальда Гросвенора в «Пейшнс». Окончил среднее образование в Canadian school в Швейцарии.
Продолжил обучение в Йоркском университете в Торонто, готовясь стать театральным критиком, однако в возрасте 20 лет он отказался от обучения здесь и переехал в Англию, чтобы продолжить изучение актёрского мастерства на практике:

«Но в один прекрасный день меня вдруг осенило. Я понял, что не должен был делать этого. Это был смелый поступок, – встать в середине экзамена в Йоркском университете, положить свои документы в мусорное ведро, пойти домой и сказать маме, что я собираюсь в Лондон. Я никогда даже не был в Англии, и я не знал абсолютно никого там. Но я хотел погрузиться полностью в мир театра. Я хотел получить подготовку в качестве актера».
Поступил в Bristol Old Vic Theatre School, где по совету своих преподавателей и стал заниматься режиссурой. В 1980 году занял неоплачиваемое место помощника режиссёра на фестивале в Сполето, одновременно приступив к работе в Королевском оперном театре Ковент-Гарден в Лондоне. Это привело к долгосрочному сотрудничеству с Глайндборнским оперным фестивалем и Летним фестивалем оперы в Сассексе.
Вернулся в Канаду, когда ему было 25 лет, чтобы работать в ассистентом режиссёра Лотфи Мансури над «Тристаном и Изольдой» в Canadian Opera Company. Первые самостоятельные постановки осуществил по инициативе Ники Гольдшмидта: «The Lighthouse» Питера Максвелла Дейвиса и «Блудный сын» Бенджамена Бриттена на Guelph Spring Festival в Онтарио.

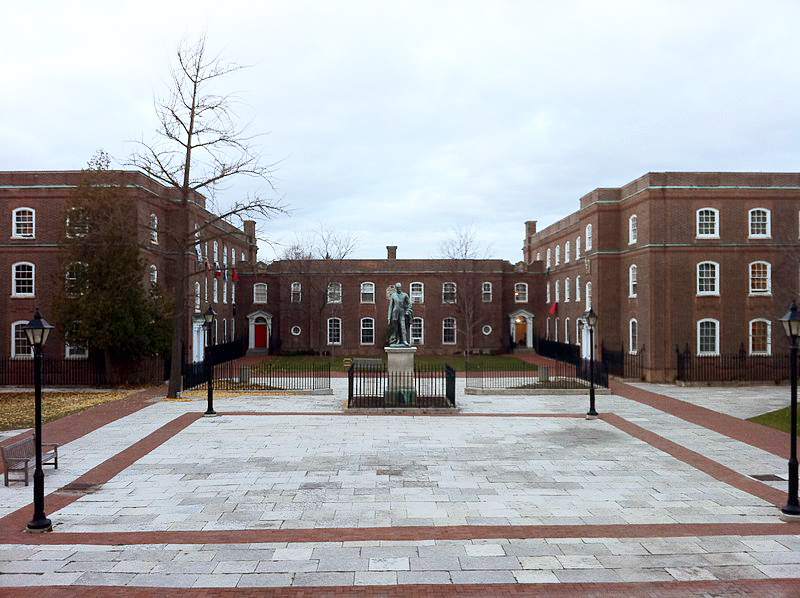
Upper Canada College
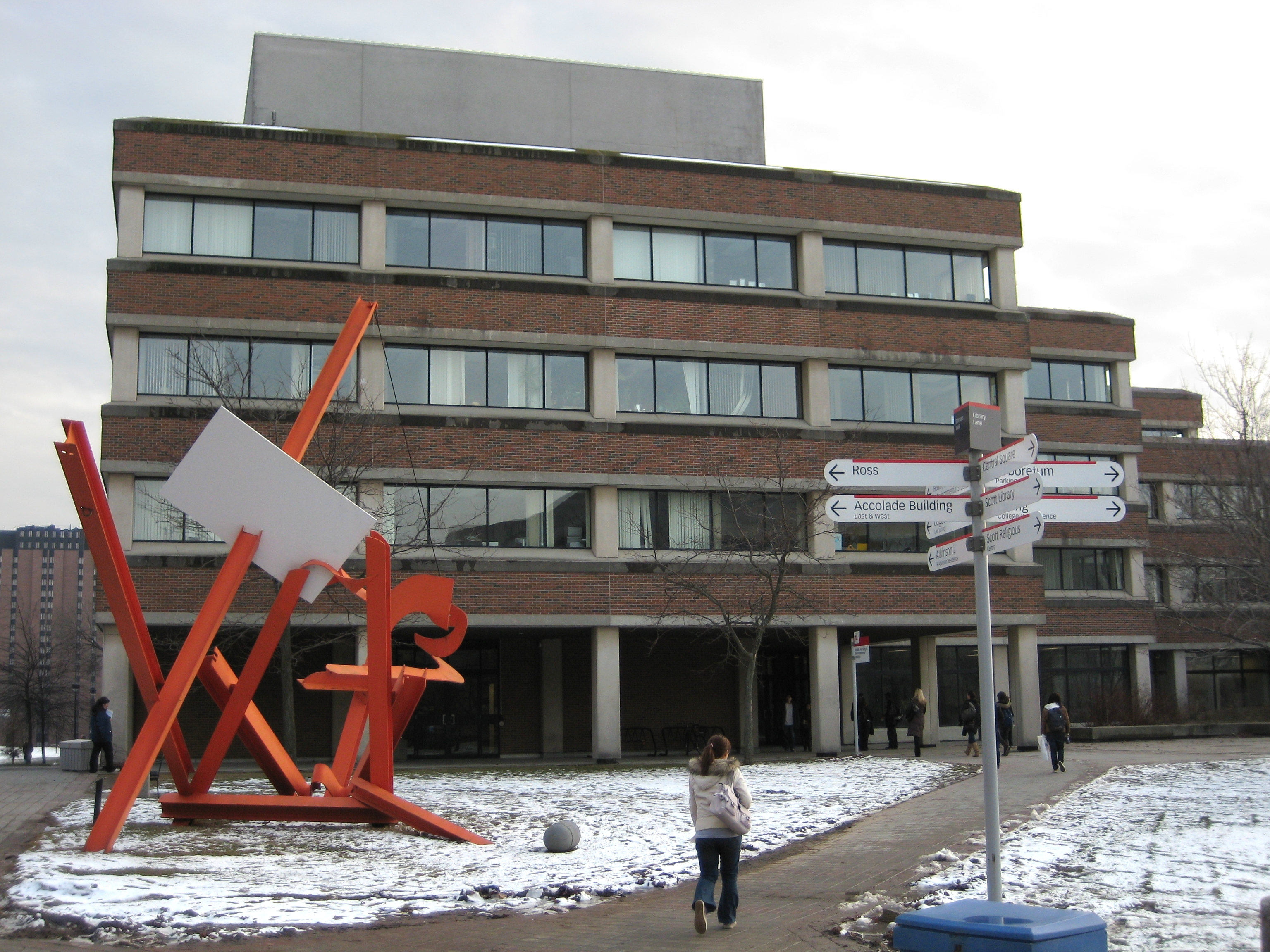
Йоркский университет
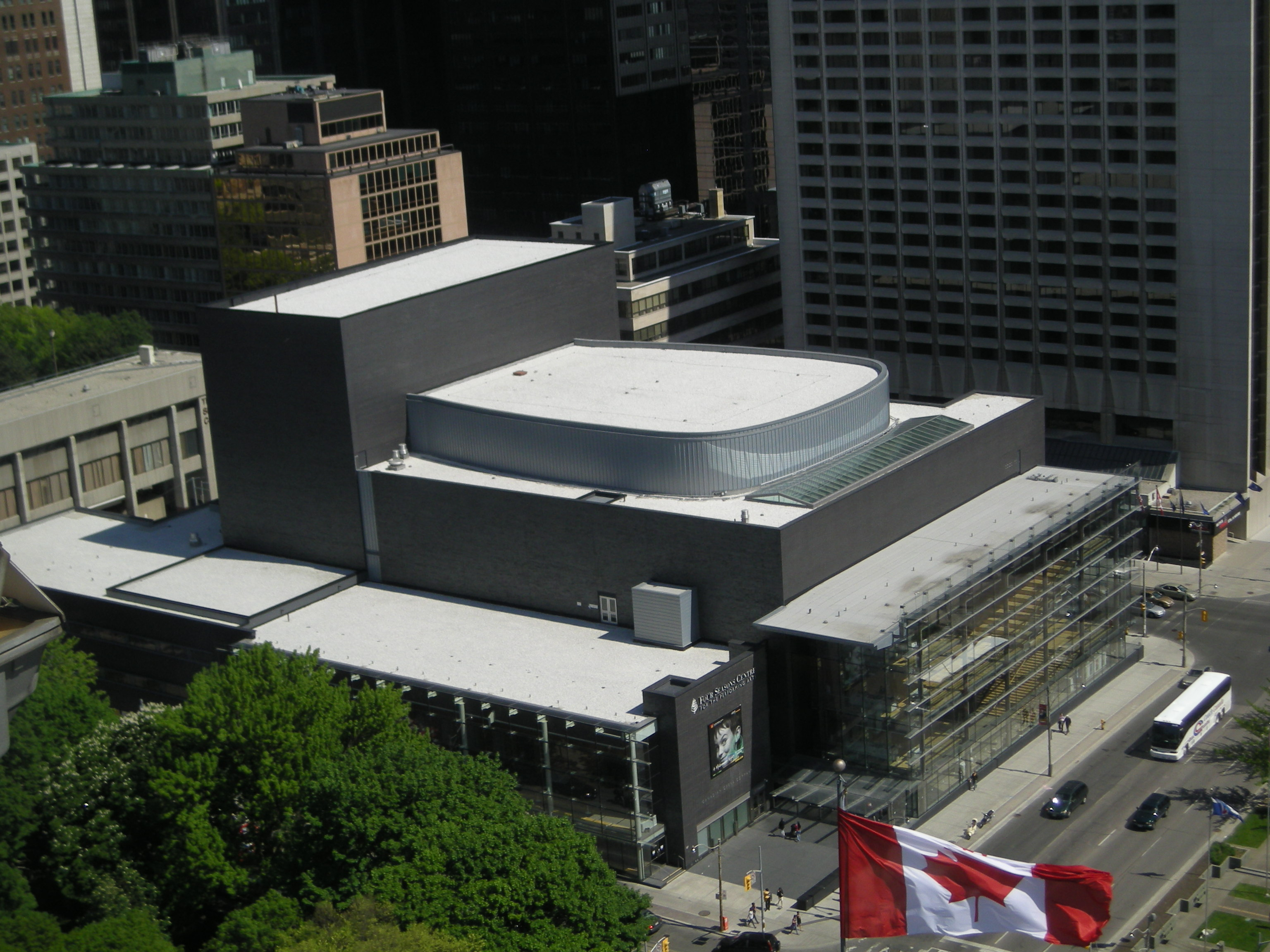
Four Seasons Centre, домашняя сцена Канадской оперы, где Карсен осуществил более 20 постановок

Привлёк к себе внимание театральной критики постановкой оперы Б. Бриттена «Сон в летнюю ночь» в Экс-ан-Провансе (1991 год), Эта постановка затем была осуществлена в барселонском оперном театре Лисео.
Ставил спектакли в Ковент Гарден (театр), Ла Скала, Метрополитен-опере, в Берлинской государственной опере, мадридском Королевском театре, Венской государственной опере, Чикагской лирической опере, Лионской опере, Grand Théâtre de Bordeaux, Театре Елисейских Полей, во Фламандской опере, Большом театре Женевы, в Национальной опере на Рейне в Страсбурге, в Нидерландской опере, Театр ан дер Вин, Опере Ниццы, Кёльнской опере, Баварской государственной опере, Цюрихском оперном театре, Ла Фениче (Венеция), Парижской национальной опере. Сотрудничает с крупнейшими современными композиторами и дирижёрами.
Осуществил постановки для фестивалей в Зальцбурге, Брегенце, на Глайндборнском оперном фестивале, в Санта-Фе.
Сотрудничает с Уильямом Кристи и ансамблем Les Arts Florissants в постановке барочных опер.
В качестве театрального режиссёра осуществлял постановки в театр театре Пикколо в Милане, в театре Олд Вик в Бристоле. Ставил музыкальные шоу и мюзиклы на сцене театра Шатле в Париже, Мариинского театра, Кембриджского театра в Лондоне.
Был куратором художественных выставок, посвященных Марии-Антуанетте в Большом дворце Парижа и Шарлю Гарнье в Школе изящных искусств Парижа.

## Особенности творчества
Режиссёр воспринимает свою роль в постановке в первую очередь как передачу связного сюжета («Я рассказчик, который излагает истории, написанные другими»), считая, что опера обращается одновременно и к чувствам и к разуму. А сама она является игрой любви и смерти. Он подчёркивает эротические элементы сюжета и нередко в своих постановках представляет на сцене нагих артистов. Обращаясь к новой опере, Карсен всегда внимательно анализирует эпоху, к которой относится действие, и эпоху, в которую творил автор, но пытается передать в своей постановке не внешние атрибуты (костюмы, интерьеры, элементы повседневной жизни), а особенности тех чувств и поведения, которые для них были характерны.
В своих спектаклях Карсен обычно выступает ещё как сценограф, а также как художник по костюмам и свету.

## Работа в российских театрах
- 2012 год. «Моя прекрасная леди» Фредерика Лоу в Мариинском театре. Сам режиссёр говорил о постановке[4]:

«Опрос среди детей показал, что любимой сказкой у большинства и девочек, и мальчиков стала "Золушка". "Моя прекрасная леди" чем-то похожа на эту сказку - историю о девушке, которая попала из одной социальной среды в другую, историю о том, как можно измениться».
Спектакль получил сдержанные рецензии, отмечавшие, что мелкие нюансы (плохо натянутое полотно кулис и пузырящийся рисованный задник, ритм движения массовки), связанные с отсутствием в театре передовых технологий, не позволили реализовать в целом неплохой замысел режиссёра, а сам Карсен, привыкший работать по проектной системе, не сумел адаптироваться к реалиям репертуарного театра.
- 2014 год. «Риголетто» Джузеппе Верди в Большом театре (копродукция с Большим театрм Женевы, фестивалем в Экс-ан-Провансе, Рейнской национальной оперой и Королевским театром де ла Монне). Вот как режиссёр раскрывает особенности своего видения этой оперы[6]:

«Герцог действительно смотрит на женщин исключительно как на объект сексуального внимания. Если вы посмотрите текст, он не произносит ни единого слова, которое не было бы связано с его желанием быть с женщиной. Он говорит только о своих удовольствиях, это просто невероятно. Ни слова о социальных обязанностях, о людях, о важности его социальной роли, в конце концов... В XIX веке мужской взгляд представлял женщину святой или падшей. И в «Риголетто» мы видим оба этих характера сразу, две женщины рядом с Герцогом. И обе готовы жертвовать жизнью ради него, обе знают, что он их не любит. Интересно, что произведение, в котором Верди пытается защитить женскую точку зрения, женский взгляд, все равно ставит женщину в ситуацию, когда женственность подавляется. Впрочем, может быть, это еще о невозможности любви. Мы ведь никогда не знаем в любви, кто будет для нас хорош».
Спектакль вызвал сдержанную реакцию зрителей и настороженность театральных критиков, которые отмечали несоответствие роли Риголетто - циркового клоуна в постановке Карсена, королевскому шуту Риолетто в опере композитора.
- В 2016 году перенёс спектакль «Богема», поставленный на сцене Фламандской оперы, на сцену Михайловского театра в Санкт-Петербурге[8][9].

## Признание
Удостоен высоких международных и национальных наград:
- Офицер Ордена искусств и литературы Франции.
- Офицер Ордена Канады.
- Премия Французской ассоциации критиков в 1992 (за постановку оперы «Сон в летнюю ночь» Бриттена), 2007 («Кандид» Бернстайна) и 2011 («Диалоги кармелиток» Пуленка) годах.
- Премия Франко Аббьяти в 2010 («Сумерки богов») Вагнера, 2000 («Диалоги кармелиток» Пуленка), 2007 («Катя Кабанова» Яначека) и 2007 («Фиделио» Бетховена) годах.
- Кавалер Ордена Искусств и литературы.
- Ордена Канады.
- Почетный доктор Йоркского университета в Торонто (как и отец).